# BattleTech 3025 MUSE
BattleTech 3025 MUSE (conosciuto anche come BattleTech 3026 MUSE) è stato uno dei primi videogiochi di tipo multiplayer ispirati all'universo immaginario BattleTech (franchise originariamente di proprietà dell'editore FASA), realizzato a livello amatoriale. Creato a partire dal 1990, il progetto (un MUD, in sostanza) è stato supportato dalla community per tre anni, prima di venir abbandonato.

## Trama
L'ambientazione generale è quella di BattleTech, dove l'umanità ha colonizzato una larga porzione di Via Lattea, poi suddivisa in Stati interstellari controllati da dinastie nobiliari guerrafondaie. In conseguenza di ciò, la galassia è divenuta teatro di ostilità interminabili. Tra le tecnologie militari del futuro sono diffusi i mech, grandi robot umanoidi detti BattleMech, guidati da piloti detti MechWarrior.
BattleTech 3025 MUSE si svolge negli anni 3025 e 3026, prima dell'avvio della Quarta Guerra di Successione.

## Sviluppo
Nel 1990, uno studente statunitense della facoltà d'ingegneria informatica dell'Università del Wyoming, Bill DeVoe, intraprese il lavoro su un progetto MicroMUSE (o MUSE, una variante di MUD), un gioco testuale con grafica in standard ASCII che decise d'intitolare: BattleTech 3025 MUSE, basandolo sul franchise BattleTech (di cui era fan).
Successivamente, grazie a un amministratore di sistema, amico di DeVoe, che aveva già esperienza con ambienti MUSE e MUSH, fu possibile avvalersi delle risorse hardware universitarie per ospitare e sviluppare il videogioco.
Verso la conclusione del 1991, DeVoe (il quale assunse lo pseudonimo "Clifford", nel relazionarsi con gli altri contributori e giocatori di BattleTech 3025 MUSE), con l'intento d'ottenere assistenza nell'ampliamento dell'esperienza di gioco e interessare altri programmatori, decise di aprire il gioco al pubblico (nonostante il sistema dedicato alle fasi di combattimento fosse ancora immaturo), rendendolo accessibile tramite connessione Telnet.
Nell'anno 1992 (all'epoca il gioco annoverava oltre un migliaio di partecipanti, coinvolti anche nel processo creativo), la meccanica degli scontri risultava essere ancora incompleta (e il codice sorgente stava "lievitando" in complessità, divenendo particolarmente ostico da gestire): si optò per il passaggio a un differente sistema di combattimento, focalizzato sui mech. Venne decisa anche l'adozione d'una struttura di amministrazione dell'economia di gioco.
A fine '92, il soft coding dietro al sistema di combattimento fu ultimato, tuttavia numerosi disaccordi tra fazioni di giocatori cominciarono a pesare, rendendo difficoltoso il procedere nell'evoluzione.
Il 1º gennaio 1993, per via dei ritardi nello sviluppo, l'anno fittizio in cui era originariamente ambientato il gioco fu aggiornato da 3025 a 3026 (motivo per il quale ci si riferisce a volte a BattleTech 3025 MUSE come a BattleTech 3026 MUSE).
Con l'uscita dal progetto del sodale universitario di DeVoe (nel frattempo divenuto uno dei principali sviluppatori del videogioco) nell'anno 1993, il lavoro fu messo in ulteriore difficoltà.
In seguito, il gioco venne rilocato su di un server canadese, dato che Bill DeVoe, abbandonando l'università nel 1993, aveva perso l'accesso a Internet, lasciando ad altri il pieno controllo del suo progetto.
Non molto tempo dopo, BattleTech 3025 MUSE fu abbandonato e chiuso definitivamente.